# Oar
Oar (węg. Óvári) – wieś w Rumunii, w okręgu Satu Mare, w gminie Vetiș. W 2011 roku liczyła 1598 mieszkańców.